# RS Canum Venaticorum
RS Canum Venaticorum (RS CVn) es una estrella variable en la constelación de Canes Venatici (los perros de caza).
Es el arquetipo de una clase de variables con cromosferas activas que llevan su nombre, las variables RS Canum Venaticorum.

## Características
De magnitud aparente media es +8,22, RS Canum Venaticorum está situada a 460 años luz del sistema solar.
Es una estrella binaria compuesta por una subgigante de tipo espectral F6IV y otra subgigante de tipo G8IV.
La primera de ellas tiene una temperatura efectiva de 6700 K y su masa es un 41% mayor que la del Sol.
Su radio es entre un 88% y un 99% más grande que el radio solar —diversos estudios dan cifras algo distintas— y gira sobre sí misma con una velocidad de rotación de al menos 12 km/s.
Es 6,6 veces más luminosa que el Sol.
La subgigante de tipo G tiene una temperatura inferior —en torno a los 5000 K— y una masa un 44% mayor que la masa solar.
Es, sin embargo, la estrella más luminosa del sistema, un 44% más que su caliente compañera.
Unas 4 veces más grande que el Sol, rota a una velocidad igual o superior a 35 km/s.
Las dos componentes de RS Canum Venaticorum están muy próximas entre sí, siendo su período orbital de 4,7978 días.

## Variabilidad
La variabilidad de RS Canum Venaticorum fue descubierta por Ceraski en 1914.
Su brillo varía entre magnitud +7,93 y +9,14 debido a la existencia de grandes manchas estelares de menor temperatura que el resto de la superficie y que giran con un período similar al período orbital del sistema.
Es además una binaria eclipsante, ya identificada como tal por Cuno Hoffmeister a principios del siglo XX, pues el plano orbital está inclinado unos 86° respecto al plano del cielo.
Es una estrella muy brillante en la región de rayos X del espectro electromagnético; su luminosidad en dicha región alcanza los 292×1022 W.
Asimismo, es brillante y activa como radiofuente.